# Pedro Olea Retolaza
Pedro Olea Retolaza (Bilbao, 30 de juny de 1938) és un director, productor, guionista de cinema basc.

## Biografia
Va estudiar a l'Escola Oficial de Cinema fins a 1964 i va completar la seva formació pràctica en TVE on va realitzar migmetratges documentals i de ficció. La seva primera pel·lícula, Días de viejo color, va ser premiada pel Cercle d'Escriptors Cinematogràfics. Li seguiran El bosque del lobo, No es bueno que el hombre esté solo, Tormento, entre d'altres.
El 1984 va tornar al País Basc per filmar Akelarre i el 1986 va repetir amb Bandera negra.
El 1992 va guanyar el Goya al millor guió adaptat per El maestro de esgrima.

## Filmografia com a director
- Días de viejo color (1968)
- El bosque del lobo (1971)
- La casa sin fronteras (1972)
- No es bueno que el hombre esté solo (1973)
- Tormento (1974)
- Pim, pam, pum... ¡fuego! (1975)
- La Corea (1976)
- Un hombre llamado Flor de Otoño (1978)
- Akelarre (1984)
- La huella del crimen: Las envenenadas de Valencia (1985, televisió)
- Bandera negra (1986)
- La leyenda del cura de Bargota (1990)
- El día que nací yo (1991)
- El maestro de esgrima (1992)
- Morirás en Chafarinas (1995)
- Más allá del jardín (1997)
- Tiempo de tormenta (2003)
- ¡Hay motivo! (2004)

## Filmografia como productor
- El bosque del lobo (1971)
- El maestro de esgrima (1992)
- Los novios búlgaros (2002, dirigida per Eloy de la Iglesia)
- Los mánagers (2006, dirigida per Fernando Guillén Cuervo)

## Premis i nominacions

### Premis
- 1992: Goya al millor guió adaptat per El maestro de esgrima

### Nominacions
- 1972: Os d'Or per La casa sin fronteras
- 1984: Os d'Or per Akelarre
- 1992: Goya al millor director per El maestro de esgrima
- 2005: Goya al millor documental per ¡Hay motivo!